# Octanol-Wasser-Verteilungskoeffizient

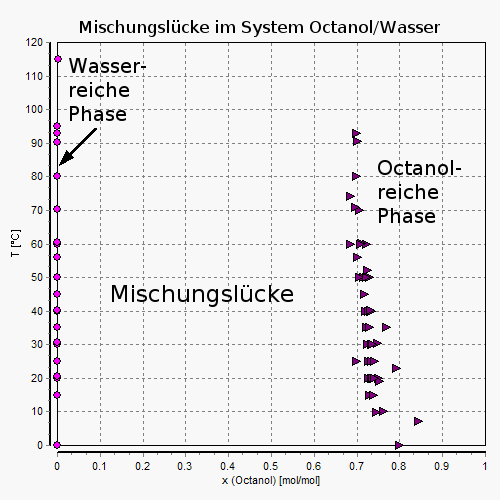
Das Octanol/Wasser-2-Phasensystem ohne Zusatzstoff

Der n-Octanol-Wasser-Verteilungskoeffizient Kow ist ein Verteilungskoeffizient für das Zweiphasensystem aus n-Octanol und Wasser. Vor allem in der englischsprachigen Literatur wird der Kow-Wert auch als P-Wert bezeichnet.
Kow dient als Maß für das Verhältnis zwischen Lipophilie (Fettlöslichkeit) und Hydrophilie (Wasserlöslichkeit) einer Substanz. Der Wert ist größer als eins, wenn eine Substanz besser in fettähnlichen Lösungsmitteln wie n-Octanol löslich ist, kleiner als eins, wenn sie besser in Wasser löslich ist.
Liegt eine Substanz im Octanol-Wasser-System durch Assoziation oder Dissoziation in mehreren Spezies vor, so wird jeder Spezies ein eigener Kow-Wert zugewiesen. Verwandt mit dem Kow-Wert ist der D-Wert, der unter Verzicht auf die Unterscheidung nach verschiedenen Spezies immer nur das Konzentrationsverhältnis des Stoffes angibt.

## Anwendungen
Kow-Werte werden unter anderem zur Beurteilung des Umweltverhaltens von langlebigen organischen Schadstoffen herangezogen. Chemikalien mit hohen Koeffizienten beispielsweise neigen eher dazu, sich im Fettgewebe von Organismen anzureichern (Bioakkumulation).
Darüber hinaus spielt der Parameter eine wichtige Rolle in der Arzneimittelforschung (Rule of Five) und in der Toxikologie. Ernst Overton und Hans Meyer entdeckten bereits um 1900, dass Narkosemittel eine umso höhere Wirksamkeit zeigten, je größer ihr Kow-Wert war (Meyer-Overton-Regel).
Des Weiteren sind Kow-Werte sehr gut geeignet, um abzuschätzen, wie sich innerhalb einer Zelle eine Substanz zwischen den lipophilen Biomembranen und dem wässrigen Zytosol verteilt.

## Abschätzung
Da nicht für alle Stoffe der Kow gemessen werden kann, gibt es verschiedenste Modelle für die Vorhersage, z. B. durch Quantitative Struktur-Aktivitäts-Beziehungen (QSAR) oder durch Linear Free Energy Relationships (LFER).
Auch vom UNIFAC-Modell existiert eine Variante zur Abschätzung des Octanol-Wasser-Verteilungskoeffizienten. Unter REACH werden oft EPI Suite und COSMOtherm zur Abschätzung eingesetzt.

## Gleichungen
- Definition des Kow- oder P-Werts

Der Kow- oder P-Wert bezieht sich immer nur auf eine Spezies einer Substanz:
{\displaystyle K_{\mathrm {ow} }=P={\frac {c_{o}^{S_{i}}}{c_{w}^{S_{i}}}}}
mit:
- {\displaystyle c_{o}^{S_{i}}} Konzentration der Spezies i einer Substanz in der octanolreichen Phase
- {\displaystyle c_{w}^{S_{i}}} Konzentration der Spezies i einer Substanz in der wasserreichen Phase

Treten durch Dissoziation oder Assoziation verschiedene Spezies im Octanol-Wasser-System auf, müssen mehrere P-Werte und ein D-Wert unterschieden werden. Liegt andererseits der Stoff nur in einer einzigen Spezies vor, sind P- und D-Wert identisch.
P wird in der Regel in der Form des dekadischen Logarithmus als Log P (auch Log Pow oder seltener Log pOW) angegeben:
{\displaystyle \log {P}=\log {\frac {c_{o}^{S_{i}}}{c_{w}^{S_{i}}}}=\log c_{o}^{S_{i}}-\log c_{w}^{S_{i}}}
Log P ist positiv für lipophile und negativ für hydrophile Substanzen, beziehungsweise Spezies.
- Definition des D-Werts

Der D-Wert ist immer nur das einfache Konzentrationsverhältnis einer zwischen Octanol- und Wasserphase verteilten Substanz. Er kann auch durch Summieren über die Konzentrationen aller n Spezies in der Octanolphase und die Konzentrationen aller n Spezies in der wässrigen Phase errechnet werden:
{\displaystyle D={\frac {c_{o}}{c_{w}}}={\frac {c_{o}^{S_{1}}+c_{o}^{S_{2}}+\dots +c_{o}^{S_{n}}}{c_{w}^{S_{1}}+c_{w}^{S_{2}}+\dots +c_{w}^{S_{n}}}}}
mit:
- {\displaystyle c_{o}} Konzentration einer Substanz in der octanolreichen Phase
- {\displaystyle c_{w}} Konzentration einer Substanz in der wasserreichen Phase

Auch D-Werte werden gewöhnlich in Form des dekadischen Logarithmus als Log D angegeben:
{\displaystyle \log {D}=\log {\frac {c_{o}}{c_{w}}}=\log c_{o}-\log c_{w}}
Wie Log P ist auch Log D positiv für lipophile und negativ für hydrophile Substanzen. Während P-Werte aufgrund der Beschränkung auf nur eine Spezies weitgehend vom pH-Wert der wässrigen Phase unabhängig sind, besteht für D-Werte häufig eine starke Abhängigkeit vom pH-Wert der wässrigen Phase.

## Beispieldaten
Die aufgeführten Werte sind sortiert nach der Größe des Verteilungskoeffizienten.
Acetamid ist hydrophil, 2,2′,4,4′,5-Pentachlorbiphenyl lipophil.
| Stoff                          | log KOW | T        | Literatur |
| ------------------------------ | ------- | -------- | --------- |
| Acetamid                       | −1,155  | 25 °C    | [ 8 ]     |
| Methanol                       | −0,824  | 19 °C    | [ 9 ]     |
| Ameisensäure                   | −0,413  | 25 °C    | [ 10 ]    |
| Diethylether                   | 0,833   | 20 °C    | [ 9 ]     |
| p-Dichlorbenzol                | 3,370   | 25 °C    | [ 11 ]    |
| Hexamethylbenzol               | 4,610   | 25 °C    | [ 11 ]    |
| 2,2′,4,4′,5-Pentachlorbiphenyl | 6,410   | Umgebung | [ 12 ]    |